# Мільчев Микола Миколайович
Мико́ла Микола́йович Мі́льчев (нар. 3 листопада 1967, Одеса) — український спортсмен (стрілецький спорт), олімпійський чемпіон. Заслужений майстер спорту України. Головний тренер України зі стендової стрільби.

## Життєпис
Микола Мільчев народився 3 листопада 1967 року в Одесі. Стрілецьким спортом займається з 15 років. До цього протягом восьми років захоплювався плаванням, з якого має перший розряд. Першим тренером зі стрільби був Альберт Никанорович Осипов.
В 1994 році закінчив Одеський педагогічний інститут імені К. Д. Ушинського.
Прапороносець України на урочистій церемонії відкриття XXXI Олімпіади 5 серпня 2016 року в Ріо-де-Жанейро.
Проживає в Одесі. Є головним тренером України зі стендової стрільби.

## Державні нагороди
- Орден «За заслуги» 1 ступеня.

- Ювілейна медаль «25 років незалежності України».[2]

## Спортивні досягнення

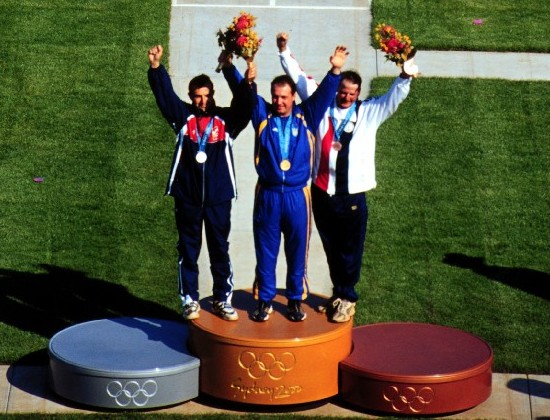
Микола Мільчев (у центрі) на олімпійському п'єдесталі Сіднея.

Мільчев завоював звання олімпійського чемпіона зі стендової стрільби на Олімпійських іграх 2000 року в Сіднеї, набравши 150 очок із 150 можливих (олімпійський рекорд), повторивши  світовий рекорд. На Олімпійських іграх 2004 року в Афінах, набравши 121 очко поділив 9-14 місця. На Олімпійських іграх 2008 року в Пекіні, набравши 109 очков посів 32 місце. На Олімпійських іграх 2016 в Ріо-де-Жанейро пробився до бронзового фіналу і посів 4 місце поступившись спортсмену з Кувейту.
Крім того, має такі досягнення:
- Переможець етапу Кубка Європи (2007).
- Переможець етапу Кубка світу (2009, Єгипет).
- Срібний призер етапів Кубка світу (Німеччина, 2006).
- Бронзовий призер етапів Кубка світу (Білорусь, 2009).

### Виступи на Олімпіадах
| Олімпіада   | Дисципліна     | Результат | Місце |
| Сідней 2000 | Стрільба. Скіт | 150       | 1     |
| Афіни 2004  | Стрільба. Скіт | 121       | 8     |
| Пекін 2008  | Стрільба. Скіт | 109       | 32    |
| Ріо 2016    | Стрільба. Скіт | 140       | 4     |